# 多米尼克國旗
多米尼克國旗國旗啟用於1978年11月3日，即多米尼克獨立日。并在1981、1988和1990年稍作修改。
旗地为綠色，黑、黄、白三色帶呈十字交叉 （分別代表聖三一，合起來象徵了基督信仰）。中间有一紅圈，绘有一紫色帝鸚鵡 （Amazona imperialis，多米尼克國鳥，啟發人民向上追求），被10顆象徵該國10个行政區的綠色五角星 （也象徵希望與平等）圍繞。
各顏色分別象徵當地的自然環境 （綠）、社會正義 （紅）、陽光和農業 （黃）、土地和非洲的根 （黑）、清澈的水和純朴的民风 （白）。
多米尼克、尼加拉瓜共和國及西班牙共和國（1931-1939）為世界上唯三現在或曾經使用紫色作為國旗顏色的國家。

## 历史国旗
多米尼克独立后，曾连续四次修改国旗图案。1981年以前，多米尼克国旗黑白黄三色色帶的排列次序不同，10颗绿五角星也沒有鑲邊。1988年后，鸚鵡面向的方向由向右改为向左。1990年，10颗绿星的顏色加深使之與旗地顏色一致，绿星黃色的邊緣改為黑色；而紫鸚鵡的顏色改得更接近真實。
- 1955–1965
- 1965–1978
- 1978–1981
- 1981–1988
- 1988–1990
- 1990-